# Patulibacter ginsengiterrae
Patulibacter ginsengiterrae es una bacteria grampositiva del género Patulibacter. Fue descrita en el año 2012. Su etimología hace referencia a campo de ginseng. Es aerobia y móvil por un flagelo polar. Tiene un tamaño de 0,4-0,6 μm de ancho por 0,8-1 μm de largo. Catalasa y oxidasa positivas. Forma colonias circulares, semitraslúcidas y de color blanco cremoso en agar TSA. Temperatura de crecimiento entre 5-37 °C, óptima de 25 °C. Es sensible a amikacina, ampicilina, carbenicilina, ceftriaxona, cefalotina, doxiciclina, gentamicina, imipenem, kanamicina, polimixina, rifampicina, estreptomicina, tobramicina y vancomicina. Resistente a aztreonam, bacitracina, ceftazidima, cloranfenicol, ciprofloxacino, colistina, eritromicina, ácido nalidíxico, norfloxacino, novobiocina y tetraciclina. Tiene un contenido de G+C de 74,6%. Se ha aislado del suelo en un campo de ginseng en Corea del Sur. 